# فيكولوفو (تجومين)
فيكولوفو (بالروسية: Викулово) هي مدينة في مقاطعة تيومين أوبلاست في روسيا.
يبلغ عدد سكانها حوالي 6923 نسمة.